# Larsagöl
Larsagöl är en sjö i Nybro kommun och Uppvidinge kommun i Småland och ingår i Snärjebäckens huvudavrinningsområde. Sjön har en area på 0,118 kvadratkilometer och ligger 141,8 meter över havet. Sjön avvattnas av vattendraget Millemålabäcken.

## Delavrinningsområde
Larsagöl ingår i det delavrinningsområde (630925-149969) som SMHI kallar för Utloppet av Larsagöl. Medelhöjden är 156 meter över havet och ytan är 6,65 kvadratkilometer. Det finns inga avrinningsområden uppströms utan avrinningsområdet är högsta punkten. Millemålabäcken som avvattnar avrinningsområdet har biflödesordning 2, vilket innebär att vattnet flödar genom totalt 2 vattendrag innan det når havet efter 49 kilometer. Avrinningsområdet består mestadels av skog (96 procent). Avrinningsområdet har 0,12 kvadratkilometer vattenytor vilket ger det en sjöprocent på 1,8 procent.